# Moquino, Novi Meksiko
Moquino je popisom određeno mjesto u okrugu Ciboli u američkoj saveznoj državi Novom Meksiku. Prema popisu stanovništva SAD 2010. ovdje je živjelo 37 stanovnika. 

## Zemljopis
Nalazi se na 35°10′21″N 107°22′8″W / 35.17250°N 107.36889°W, Prema Uredu SAD-a za popis stanovništva, zauzima 6,02 km2 površine, sve suhozemne.
Na sjeveru graniči s Biboom i na sjeverozapadu sa Seboyetom. Međudržavna cesta br. 40 u Laguni je 23 km južno.

## Stanovništvo
Prema podatcima popisa 2010. ovdje je bilo 37 stanovnika, 15 kućanstava od čega 11 obiteljskih, a stanovništvo po rasi bili su 59,5% bijelci, 0,0% "crnci ili afroamerikanci", 27,0% "američki Indijanci i aljaskanski domorodci", 0,0% Azijci, 0,0% "domorodački Havajci i ostali tihooceanski otočani", 10,8% ostalih rasa, 2,7% dviju ili više rasa. Hispanoamerikanaca i Latinoamerikanaca svih rasa bilo je 56,8%.

## Prosvjeta
Svim javnim školama upravlja ustanova Škole okruga Grants/Cibola. 